# Cahors
Cahors (en francés oficial, pronunciado [kaɔʁ], Caors en occitano y pronunciado [kaˈurs, ˈkɔws, ˈkɔw]), es una ciudad y comuna francesa. Situada en la región de Occitania, en el departamento de Lot, la prefectura del Lot es la ciudad principal del departamento. Es igualmente la ciudad principal de la mancomunidad de Grand Cahors.
Con 20.159 habitantes en una aglomeración de 41.607 habitantes, Cahors es la capital histórica de la antigua provincia de Quercy. Su gentilicio en francés es cadurciens (antiguamente cahorsins) y en occitano caorsins.
Elevada en un meandro del Lot, rodeada de colinas escarpadas y de altas mesetas calizas áridas, el casco histórico está dotado de un rico conjunto patrimonial de gran diversidad, heredado notablemente de la Antigüedad y de la Edad Media. 
La ciudad natal del político Léon Gambetta y del poeta Clément Marot es reconocida por su popular puente Valentré, incluido en la lista de Patrimonio Mundial de la Humanidad de la UNESCO bajo el reconocimiento de Caminos de Santiago de Compostela, por su centro histórico de calles estrechas y sus ricos palacetes, por la Catedral de San Esteban y su claustro, por su mercado tradicional premiado en 2018 como el mercado más hermoso de Mediodía-Pirineos, por su mercado de abastos del siglo XIX que constituye el alma de la ciudad.
Lugar turístico de importancia, célebre por sus viñas multiseculares, su riqueza patrimonial y su gastronomía (trufa, foie gras, cordero de Quercy, melón de Quercy, nueces, azafrán, queso de Rocamadour, miel de causses, pastis quercynois, etc.), Cahors es una localidad típicamente meridional reconocida bajo la denominación de Villes et pays d’art et d’histoire y figurando entre los cuarenta Grands sites Occitanie Sud de France ya que presenta un patrimonio histórico, cultural y natural excepcional.
Dotada de espacios verdes naturales en la ciudad, Cahors es igualmente reconocida bajo la denominación de Jardins Remarquables. Destaca el Parc Tassart, situado detrás del Museo Henri-Martin, entre otros muchos jardines secretos cercanos a los principales monumentos de la ciudad.
Situada a una hora de Toulouse y de Brive-la-Gaillarde, el territorio constituye la puerta de entrada a la región de Occitania hacia el Gran Sur de Francia. Es el centro económico principal del departamento con 640 comercios de los cuales 500 se encuentran en el centro de la capital. Cahors cuenta igualmente con múltiples sectores económicos. Una pluralidad de ellos forman el tejido económico: turismo, patrimonio, energía, recursos agroalimentarios, salud, electrónica, servicios, medio ambiente, etc.
Beneficiada de un marco de vida de talla humana que se preserva, la ciudad cuenta, en el centro de la ciudad, con instalaciones culturales, deportivas, de ocio, de enseñanza y de salud: teatro a la italiana, complejo cinematográfico galardonado varias veces por su arquitectura contemporánea, centro universitario Maurice-Faure, museo Henri-Martin, centro hospitalario, complejo acuático Divonéo, auditorio, mediateca, conservatorio de música y de arte dramático, escena de música actual Les Docks, albergue juvenil Le CHAI, etc.
Las animaciones culturales y festivas, así como la amplia oferta comercial, singularizan la ciudad de Cahors, haciendo de su centro un lugar de vida, de comercio y de destino como núcleo de vida. Además, los espacios públicos están siendo progresivamente rehabilitados y el conjunto de calles del site patrimonial remarquable ha sido terminado (plazas de Champollion, Metges, Libération, Saint-Priest, Républicains espagnols, îlot du Pont neuf, etc.), contribuyendo de este modo a poner de manifiesto la profundidad histórica y patrimonial de los edificios circundantes.

## Geografía
Cahors limita con las comunas de Mercuès, Calamane, Pradines, Arcambal, Lamagdelaine, Laroque-des-Arcs, Trespoux-Rassiels, Labastide-Marnhac, Le Montat y Flaujac-Poujols.
| Noroeste: Mercuès           | Norte: Calamane                    | Noreste: Laroque-des-Arcs     |
| Oeste: Pradines             |                                    | Este: Arcambal y Lamagdelaine |
| Suroeste: Trespoux-Rassiels | Sur: Labastide-Marnhac y Le Montat | Sureste: Flaujac-Poujols      |

Cahors se sitúa en una península rocosa rodeada por el río Lot. El istmo queda en dirección norte y fue cerrado por fortificaciones. El terreno a norte y sur de la ciudad se eleva en las estribaciones del Macizo Central, hacia el este. La zona más llana es el valle del río, pero hay que tener en cuenta que la curva de Cahors no es un meandro sedimentario plano, sino una estructura rocosa fuertemente elevada sobre el nivel de las aguas.

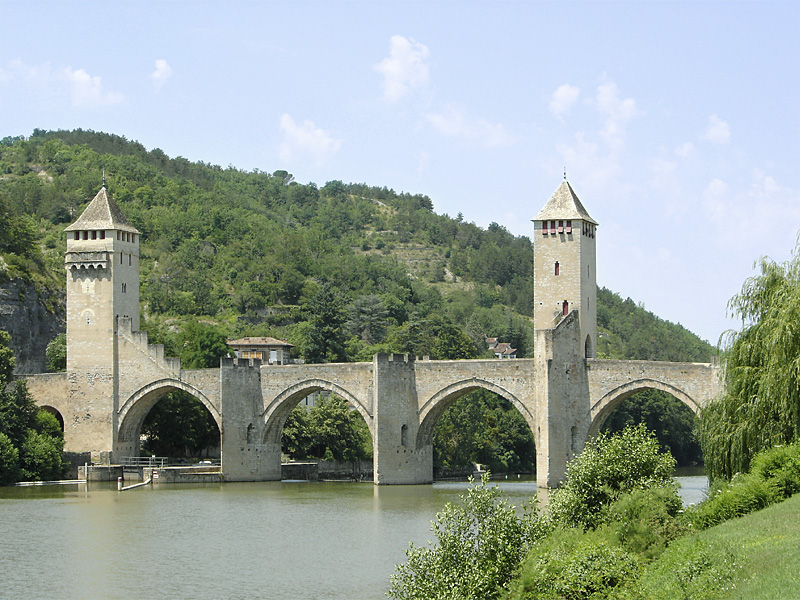
El Puente Valentré sobre el río Lot en Cahors.

El río es navegable para pequeñas embarcaciones y hay esclusas para facilitar su paso. Su uso como vía de comunicación ha sido muy importante para la historia local. Aún pueden verse los caminos de sirga en sus orillas. Cuatro puentes, entre ellos el famoso Puente Valentré, cruzan el Lot en Cahors.
La ruta entre París y Toulouse atraviesa Cahors en sentido norte-sur, transversalmente al eje del Lot. Este punto de la carretera RN20 era uno de los tradicionales tapones de la red de carreteras francesas, que se intentó superar mediante circunvalaciones por el oeste. Sin embargo el problema no quedó resuelto hasta la finalización del tramo Cahors-Nord Cahors-Sud de la autopista A20, en 2003, que pasa algunos kilómetros al este del casco urbano.

## Demografía
| 12 000 | 11 728 | 11 446 | 12 224 | 12 852 | 12 417 | 13 376 | 13 350 | 13 676 | 13 846 | 14 115 | 14 593 | 13 660 | 15 524 | 15 622 | 15 369 | 14 502 | 14 018 | 13 202 | 13 650 | 11 866 | 11 775 | 12 667 | 13 269 | 15 345 | 15 384 | 17 046 | 19 128 | 20 226 | 19 707 | 19 735 | 20 003 | 20 093 |
| Para los censos de 1962 a 1999 la población legal corresponde a la población sin duplicidades (Fuente: INSEE [Consultar]) |        |        |        |        |        |        |        |        |        |        |        |        |        |        |        |        |        |        |        |        |        |        |        |        |        |        |        |        |        |        |        |        |

## Administración y política
En el referendo sobre la Constitución Europea ganó el no con un 56,35% de los votos.
Algunos resultados electorales recientes (primeras vueltas del sistema francés):
| extrema izquierda (dos listas) | Lista de izquierda (socialistas, comunistas y otros) | Lista Caza y Pesca | derecha tradicional (dos listas) | Frente Nacional |
| ------------------------------ | ---------------------------------------------------- | ------------------ | -------------------------------- | --------------- |
| 11,1%                          | 50,4%                                                | 5,0%               | 25,0%                            | 8,5%            |

Los resultados electorales de las elecciones cantonales de 28 de mayo de 2004 no son homogéneos, al estar Cahors repartido en tres cantones. Es de señalar, sin embargo, que el Frente Nacional no presentó candidatos en ninguno de los tres, que las fuerzas de izquierda tradicional (socialistas, comunistas y radicales) obtuvieron el 57,9% de los votos, la derecha tradicional (UMP y otros grupos de derecha moderada) el 34,8%, y el resto se repartió entre candidatos de extrema izquierda y verdes que no concurrían en todos los cantones.

## Economía
Según el censo de 1999, la distribución de la población activa por sectores era:
| agricultura | industria | construcción | servicios |
| ----------- | --------- | ------------ | --------- |
| 1,4%        | 12,4%     | 4,8%         | 81,4%     |

El vino de Cahors disfruta de AOC (denominación de origen controlada) desde 1971.

## Historia
Cahors fue la capital de los cadurcos. Romana desde el siglo I de nuestra era, los ocupantes la llamaron Divona, e hicieron uso de la fons Divona, manantial de agua que aún suministra a la ciudad (fontaine des Chartreux). En época romana fueron famosos sus tejidos.
Sufrió una gran destrucción en el siglo VI por el paso de los austrasianos de Teodoberto. Fue ocupada por los visigodos y los musulmanes. Aunque la ciudad romana cubría casi todo el meandro del río, tras estos hechos la ciudad se redujo al espacio entre el actual bulevar Gambetta al oeste y el Lot al este. Saint Didier, obispo de Cahors de 636 a 655 fue el gran reconstructor.

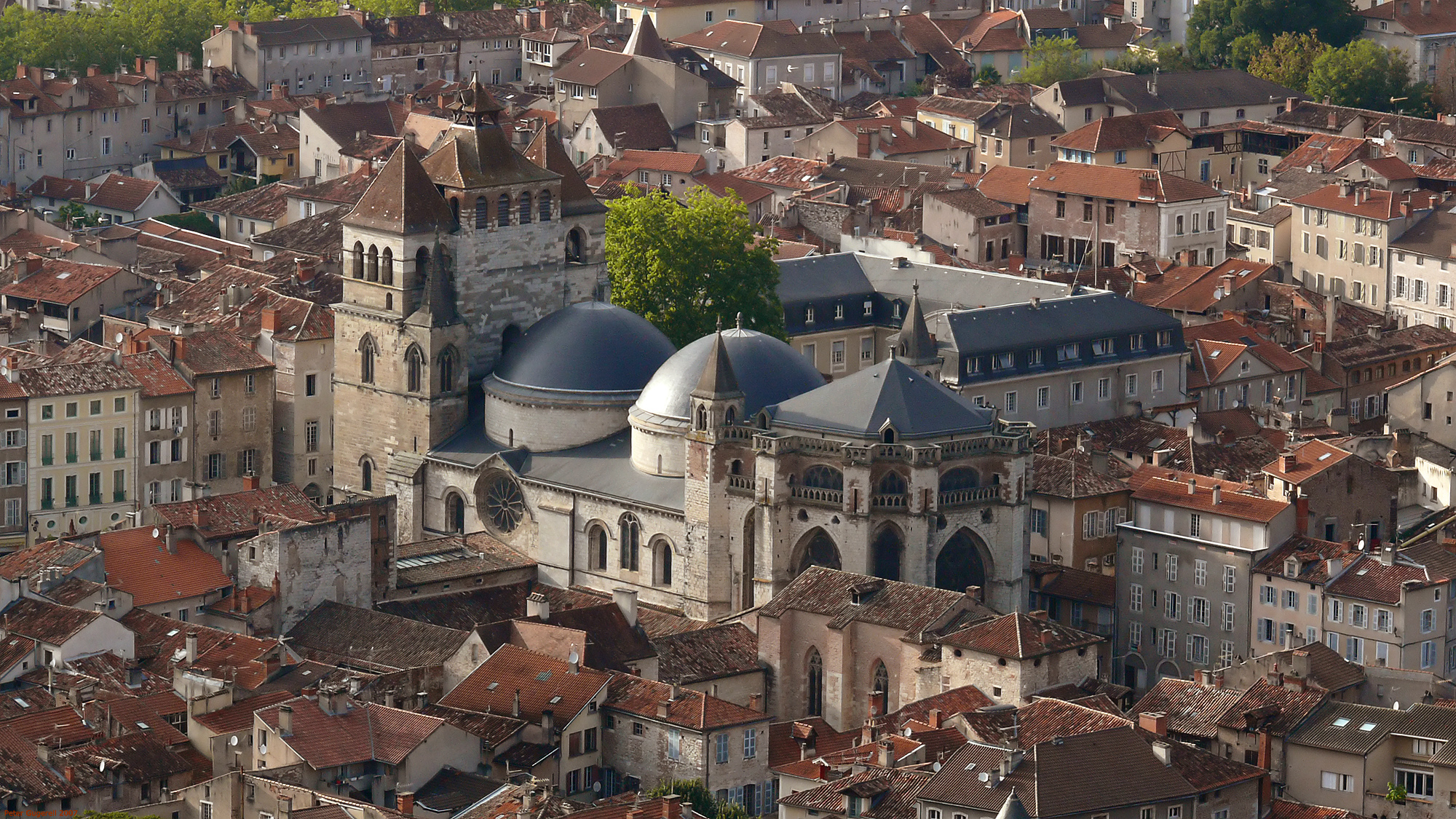
Vista de la Catedral de Cahors.

En el siglo XIII, y gracias a los banqueros lombardos establecidos en el lugar, se transformó en un importante centro financiero. Este surgimiento también se vio favorecido por la geografía, al ser el río una vía de comunicación más segura que los caminos de la época. Todo ello generó un comercio importante. De 1316 hasta la Revolución francesa los obispos y los representantes de real compartían el señorío de la ciudad. El papa Juan XXII, nacido en la villa, estableció una universidad en 1331, que perduró hasta 1751 cuando fue absorbida por la de Toulouse.

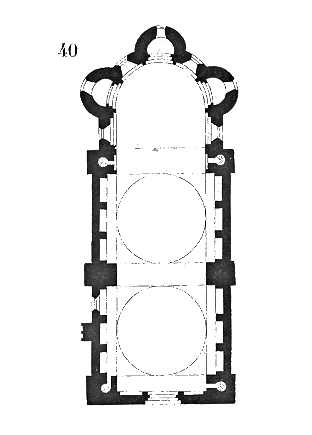
Planta de la catedral

A mediados del siglo XIV, la guerra de los Cien Años obligó a reorientar la vida de la ciudad hacia un programa de defensas, incluyendo el Pont Valentré, fortificado. En este conflicto la ciudad pasó a control inglés, ya que aunque no fue nunca conquistada -ni se rindió a pesar de la peste negra- el tratado de Brétigny la asignó a Inglaterra. Solo la orden del rey de Francia hizo que los habitantes entregaran las llaves de la ciudad al enemigo, quien la controló hasta 1450, dejándola en la ruina.
El fin de la guerra señaló un reinicio inmediato de la actividad económica, sobre todo de la construcción.
El renacimiento, a diferencia del caso de muchas otras ciudades del sur de Francia, fue un periodo muy discreto para Cahors, donde sus manifestaciones fueron pocas.
En 1680, el obispo acuerda con  los vecinos extramuros de la villa la autorización para traspasar las murallas, abriendo una perspectiva nueva para el desarrollo urbano de la ciudad.
Habrá que esperar al siglo XIX para asistir a la eclosión de la villa. Se recobra todo el terreno de la curva del Lot, y se elige como eje principal el viejo foso de las fortificaciones, actualmente bulevar Gambetta (Léon Gambetta nació en Cahors en 1838). La altura de los edificios se homogeneiza a inicios del siglo XIX (creación de terrazas). La villa pone en escena sus instituciones a lo largo del bulevar, que consigue entonces su aspecto actual: nuevo ayuntamiento (1837-1847), teatro (1832-1842), juzgados (1857), biblioteca (1890). En 1879 se restaura la catedral.
Además, de Luis XVIII a la Tercera República, se emprenden grandes mejoras: saneamiento y nivelación del terreno, realineamiento de las calles, creación de muelles en el Lot, de jardines y paseos, y embellecimiento general de la ciudad.